# Kunst im öffentlichen Raum in Hamburg-Wilhelmsburg
Diese Liste von Kunst im öffentlichen Raum in Hamburg-Wilhelmsburg enthält dauerhaft aufgestellte Kunstwerke auf dem Gebiet des Stadtteils Wilhelmsburg der Freien und Hansestadt Hamburg, die sich im öffentlichen Raum befinden und von anerkannten Künstlern und Künstlerinnen geschaffen wurden. Viele dieser Kunstwerke sind durch das Programm Kunst am Bau (und dessen Folgeprogramme) gefördert oder mit öffentlichen Geldern angekauft worden, dies ist aber keine Voraussetzung für die Aufnahme. Ebenso mögen einige dieser Kunstwerke als Kulturdenkmal geschützt sein, aber auch das ist keine Voraussetzung für die Aufnahme in diese Liste.
Bauschmuck ist im Normalfall im Artikel über das Bauwerk darzustellen, und gehört nicht in diese Liste. Streetart kann Aufnahme in die Liste finden, wenn es zu dem konkreten Kunstwerk eine ausführliche Rezeption in der Kunstwissenschaft gibt und ein enzyklopädischer Artikel über die Streetart-Künstler oder -Künstlerin existiert oder vorstellbar wäre. Denkmäler, die an eine Person oder ein Ereignis erinnern, können in die Liste aufgenommen werden, wenn sie ob ihrer zumeist plastischen Gestaltung als Kunstwerk gelten können. Bei reinen Gedenktafeln ist das normalerweise nicht der Fall.
Basis der Zusammenstellung sind Datensätze der Hamburger Kulturbehörde von 2012 und 2018, eine Veröffentlichung der SAGA GWG von 2008, und verschiedene Veröffentlichungen von Kunsthistorikern zum Thema. Eine abschließende Liste von Literatur kann es nicht geben, jedoch ist für jeden Eintrag in die Liste ein konkreter Verweis auf eine amtliche Liste oder anerkannte Sekundärliteratur erforderlich.
Gestohlene oder zerstörte Kunstwerke, die ehemals in Hamburg-Wilhelmsburg aufgestellt waren, sind in einer separaten Liste aufgeführt.

## Legende
- Lage: Nennt die nächstgelegene Straße und, wenn vorhanden und sinnvoll, das nächstgelegene Bauwerk (mit Hausnummer) oder das umgebende Gebiet (z. B. einen Park) und gibt nötigenfalls Hinweise zur genauen Lage. Darunter werden - wenn vorhanden - auch die Geo-Koordinaten und das Wikidata-Logo als Verweis auf das Wikidata-Objekt angegeben. Die Spalte ist nach der Adresse sortierbar.
- Künstler/in: Name des Künstlers oder der Künstlerin, die das Kunstwerk geschaffen haben, verlinkt mit dem Wikipedia-Artikel zur Person. Die Spalte ist nach dem Nachnamen sortierbar.
- Beschreibung: Kurzbeschreibung des Werks, immer zuerst: Werktitel (kursiv), dann möglichst Material, Stil, Größe, Dargestelltes, Art der Förderung
- Jahr: Jahr der Fertigstellung des Kunstwerkes, wenn unbekannt dann das Jahr der Aufstellung. Hier kann nur ein einziges Jahr angegeben werden, kein Zeitraum. Weitere zeitliche Details zur Schaffung des Kunstwerkes (von–bis) können in der Beschreibung angegeben werden.
- Quelle: Kulturbehörde, SAGA, Literatur, jeweils mit Fußnote. Diese Angabe ist für eine Aufnahme in die Liste verpflichtend.
- Bild: Bild des Kunstwerks, mit Link auf Commons-Kategorie wenn vorhanden

Hinweis: Die Grundsortierung der Liste erfolgt nach der Adresse. Die Liste ist alternativ nach Künstler, Werktitel, Datierung oder Quelle sortierbar.

## Liste
| Lage | Künstler                                 | Beschreibung | Jahr | Quelle        | Bild |  |
| --- | ---------------------------------------- | --- | ---- | ------------- | --- |  |
| Bauernstegel 3 Links vor dem Eingang (Lage)                                                                    | Manfred Sihle-Wissel                     | Fischotter-Gruppe Skulptur vor der ehemaligen Schule Moorwerder, heute ein Wohnhaus. Anschaffung mit Mittel aus dem Programm Kunst am Bau.keine Beziehung zur Freiwilligen Feuerwehr auf der anderen Straßenseite                                                                           | 1968 | Kulturbehörde | weitere Bilder |  |
| Bonifatiusstraße 1 Um die Kirche St. Bonifatius (Lage)                                                         | Rüdiger Eckert                           | Skulpturengruppe Skulpturengruppe aus Sandstein im Außenbereich der Kirche, bestehend aus einem Lamm an der Kirchenfassade, einem Schiff am Seitenportal und drei Büsten des St. Bonifatius, Namenspatron der Kirche. Die Büsten befinden sich auf Stelen rund um die Kirche.               | 2010 | Kunst@SH      | weitere Bilder |  |
| Buddestraße 25 (Lage)                                                                                          | Robert Müller-Warnke                     | Raumkonstruktion Aufstellung an der ehemaligen Schule Buddestraße, KaB | 1963 | Kulturbehörde | Bild gesucht Die Wikipedia wünscht sich an dieser Stelle ein Bild vom Ort mit diesen Koordinaten 53.50095 10.01249 . Motiv: Buddestraße 25 Falls du dabei helfen möchtest, erklärt die Anleitung , wie das geht. BW         |  |
| Dahlgrünring entlang der Häuser (Lage)                                                                         | Hans-Friedrich Kühne und Klaus Mitransky | sechs Wegzeichen (Monolithen, Betonstelen) SAGA | 1975 | Kulturbehörde | Bild gesucht Die Wikipedia wünscht sich an dieser Stelle ein Bild vom Ort mit diesen Koordinaten 53.48363 10.01844 . Motiv: Dahlgrünring Falls du dabei helfen möchtest, erklärt die Anleitung , wie das geht. BW           |  |
| Fährstraße 90 Schule Fährstraße, Treppenhaus des Kreuzbaus (Lage)                                              | Nanette Lehmann                          | ohne Titel KaB | 1961 | Kulturbehörde | Bild gesucht Die Wikipedia wünscht sich an dieser Stelle ein Bild vom Ort mit diesen Koordinaten 53.51635 9.9815 . Motiv: Fährstraße 90 Falls du dabei helfen möchtest, erklärt die Anleitung , wie das geht. BW            |  |
| Groß-Sand 3 Krankenhaus Groß-Sand, im Innenhof (Lage)                                                          | Max Schegulla                            | Stele Skulptur aus Weißbeton-Blöcken, die in kubisch abstrahierter Form behauen sind. Man kann in der Skulptur eine Umarmung zwischen Mutter und Kind sehen. Die Arbeit wurde im Rahmen des Programms „Kunst am Bau“ angekauft und war ursprünglich Bestandteil eines Brunnens.             | 1972 | Kulturbehörde | weitere Bilder |  |
| Hermann-Westphal-Straße 9 Pflegeheim, Parkanlage (Lage)                                                        | Manfred Sihle-Wissel                     | Storchen-Gruppe KaB | 1969 | Kulturbehörde | weitere Bilder |  |
| Inselpark Wilhelmsburg (Lage)                                                                                  | Uta Falter-Baumgarten                    | Tanzende Schmetterlinge Die Plastik war ursprünglich vor dem Bürgerhaus Wilhelmsburg aufgestellt, und wurde dann umgesetzt. Ankauf durch Stiftung Hamburger Bank, Volksbank e.G. | 1987 | Kulturbehörde | Bild gesucht Die Wikipedia wünscht sich an dieser Stelle ein Bild vom Ort mit diesen Koordinaten 53.4973 9.9966 . Motiv: Inselpark Wilhelmsburg Falls du dabei helfen möchtest, erklärt die Anleitung , wie das geht. BW    |  |
| Jenaer Straße 8 Vor Kita (Lage)                                                                                | Karl Opfermann                           | Liegender Bär Steinskulptur eines liegenden Bärs, Ankauf im Rahmen von „Kunst am Bau“. | 1953 | Kulturbehörde | weitere Bilder |  |
| Karl-Arnold-Ring 2/26 Innenanlage (Lage)                                                                       | Elk Knaake                               | Röhrenensemble 21 senkrecht angebrachte Röhren aus Aluminium, Edelstahlund gerostetem Stahl. Vermutlich Direktauftrag. | 1978 | Kulturbehörde | weitere Bilder |  |
| Kirchdorfer Straße / Siedenfelder Weg (Lage)                                                                   | Carl Ihrke                               | Sturmflut-Denkmal vermutlich Bezirks-Direktauftrag (Harburg), Opferdenkmal | 1972 | Kulturbehörde | weitere Bilder |  |
| Kirchdorfer Straße / Siedenfelder Weg (Lage)                                                                   | unbekannt                                | Eindeichungsdenkmal 1333 begann die Eindeichung von Wilhelmsburg. Zum 600-jährigen Jubiläum wurde das Eindeichungsdenkmal errichtet, bestehend aus einem Findling und einer Stele mit einem Bronzerelief.                                                                                   | 1933 | Kulturbehörde | |  |
| Krieterstraße 5 Helmut-Schmidt-Gymnasium, vor Gebäude 5 an der Krieterstraße (Lage)                            | Jörn Pfab                                | Kugelbaum Kirchdorf Edelstahlskulptur, die aus verschiedenen geometrischen Elementen zusammengesetzt ist – meist Kugelsegmente. Ankauf im Rahmen des Programms „Kunst am Bau“ für das damalige Gymnasium Kirchdorf.                                                                         | 1975 | Kulturbehörde | weitere Bilder |  |
| Krieterstraße 38/54 Grünanlage zwischen Wohnanlage und Bahnhofspassage (Lage)                                  | Stefan Schwerdtfeger und Diether Heisig  | Galionsfigur mit Schiff SAGA | 1985 | Kulturbehörde | weitere Bilder |  |
| Neuenfelder Straße Südöstlich der Hermann-Keesenberg-Brücke am Westufer des Sees (Altendeicher Wettern) (Lage) | Gerhard Brandes                          | Auffliegende Reiher KaB, SAGADie Adresse Schwentnerring 16d ist irreführend, von dort ist die Skulptur weder sichtbar noch zugänglich. | 1967 | Kulturbehörde | weitere Bilder |  |
| Neuenfelder Straße 92a bei Haspa (Lage)                                                                        | Gerhard Brandes                          | Torwart Bronzeskulptur eines Fußball-Torwarts bei der Parade, Ankauf durch SAGA | 1974 | Kulturbehörde | weitere Bilder |  |
| Otto-Brenner-Straße 45 Kirchdorfer Damm, KTH (Lage)                                                            | Rolf Laute                               | Wasserberg abgeschalteter Brunnen, KaB | 1977 | Kulturbehörde | Bild gesucht Die Wikipedia wünscht sich an dieser Stelle ein Bild vom Ort mit diesen Koordinaten 53.48605 10.0184 . Motiv: Otto-Brenner-Straße 45 Falls du dabei helfen möchtest, erklärt die Anleitung , wie das geht. BW  |  |
| Prassekstraße                                                                                                  | Doris Waschk-Balz                        | Tanz-Gruppe Bronze | 1968 | Zabel         | |  |
| Prassekstraße 5 jetzt Grundschule Kirchdorf (Lage)                                                             | Jan Laas und Arge Laas-Wohlers           | Raster-Objekt KaB | 1973 | Kulturbehörde | Bild gesucht Die Wikipedia wünscht sich an dieser Stelle ein Bild vom Ort mit diesen Koordinaten 53.49294 10.01051 . Motiv: Prassekstraße 5 Falls du dabei helfen möchtest, erklärt die Anleitung , wie das geht. BW        |  |
| Rahmwerder Straße 3 Zweigstelle der Elbinselschule, Pausenhalle (Lage)                                         | Ulrich Heitmüller-Schimmel               | Ziege Kleinplastik, Ankauf im Rahmen von „Kunst am Bau“ | 1964 | Kulturbehörde | Bild gesucht Die Wikipedia wünscht sich an dieser Stelle ein Bild vom Ort mit diesen Koordinaten 53.51252 10.01974 . Motiv: Rahmwerder Straße 3 Falls du dabei helfen möchtest, erklärt die Anleitung , wie das geht. BW    |  |
| Rotenhäuser Damm 45 Schule Rotenhäuser Damm, Eingang (Lage)                                                    | Eylert Spars                             | Hirte / Erde, Wasser, Luft KaB | 1957 | Kulturbehörde | weitere Bilder |  |
| Rotenhäuser Damm 58 Haus der Jugend, im Innenhof (Lage)                                                        | Fritz Fleer                              | Lautenspieler Bronzeskulptur eines jungen Mannes, der sitzend Laute spielt. Ankauf durch die SAGA. | 1967 | Kulturbehörde | weitere Bilder |  |
| Rotenhäuser Straße 30 Wilhelm-Carstens-Gedächtnis-Stiftung, Südosten des Geländes (Lage)                       | Max Schegulla                            | Rettung einer Familie Die Bronzeplastik zeigt einen Mann und eine Frau, die nebeneinander stehen und zwischen sich ein Kind tragen. | 1964 | Zabel         | weitere Bilder |  |
| Rotenhäuser Straße 30 Wilhelm-Carstens-Gedächtnis-Stiftung, am Eingang (Lage)                                  | Max Schegulla                            | Büste Wilhelm Carstens Bronzebüste des Hamburger Kaufmanns Wilhelm Carstens (1885–1958) | 1960 | Kunst @ SH    | weitere Bilder |  |
| Rotenhäuser Straße 67 Stadtteilschule Wilhelmsburg, Standort Rotenhäuser Straße, Treppenhaus (Lage)            | Erich Hartmann                           | ohne Titel Drei Keramikbilder, Kunst am Bau für die ehem. Schule Rotenhäuser Straße | 1957 | Diss.         | Bild gesucht Die Wikipedia wünscht sich an dieser Stelle ein Bild vom Ort mit diesen Koordinaten 53.505624 9.989984 . Motiv: Rotenhäuser Straße 67 Falls du dabei helfen möchtest, erklärt die Anleitung , wie das geht. BW |  |
| Schwentnerring 8d Auf einem kleinen Platz vor Ladenzeile (Lage)                                                | Hans-Joachim Frielinghaus                | Hockende Bronzeskulptur einer unbekleideten Frau in hockender Position, die sich auf ihre rechte Hand abstützt. Ankauf durch die SAGA. | 1967 | Kulturbehörde | weitere Bilder |  |
| Stillhorn-Ost BAB-Raststätte, Richtung Nord (Lage)                                                             | Gerhard Brandes                          | Hammonia Bronzeplastik der Hammonia, die den Betrachter mit einem Blumenstrauß begrüßt. |      |               | weitere Bilder |  |
| Stillhorn-West BAB-Raststätte, Richtung Süd (Lage)                                                             | Manfred Sihle-Wissel                     | Granitstele Die Stele stand ursprünglich vor dem Restaurant der Raststätte, das seitdem abgerissen wurde. Ankauf durch die Bundesrepublik Deutschland. | 1979 | Kulturbehörde | weitere Bilder |  |
| Stübenhofer Weg 20 Schule Stübenhofer Weg (Lage)                                                               | Martin Irwahn                            | Fohlengruppe Bronzeplastik von zwei Fohlen, Anschaffung im Programm „Kunst am Bau“ | 1966 | Kulturbehörde | weitere Bilder |  |
| Süderelbe östlich der Brücke des 17. Juni (Lage)                                                               | Stephan Balkenhol                        | Vier Männer auf Bojen (1 von 4) KiöR | 1993 | Kulturbehörde | weitere Bilder |  |
| Thielenstraße 14 Stirnseite des Gebäudes, Eingang 14b (Lage)                                                   | Demut                                    | Atlas mit Weltkugel Wandbild, das an die hier von 1950 bis 2023 aufgestellte Atlas-Figur erinnert. | 2023 |               | weitere Bilder |  |
| Vogelhüttendeich Ecke Reiherstieg-Hauptdeich (Lage)                                                            | Franz Soethe                             | Den Opfern der Sturmflut Ursprünglich Teil eines Brunnens am Stübenplatz, 2000 zum heutigen Standort versetzt. Das Denkmal („Die Woge“) erinnert an die Sturmflut von 1962, der in Wilhelmsburg 222 Menschen zum Opfer fielen. Ankauf im Rahmen des Programms “Kunst im öffentlichen Raum”. | 1983 | Kulturbehörde | weitere Bilder |  |
| Wilhelm-Strauß-Weg 9 (Lage)                                                                                    | Gerhard Brandes                          | Zwei Fußballspieler Lebensgroße Bronzeskulptur zweier Fußballspieler im Zweikampf auf Betonsockel. Ankauf durch die SAGA. | 1973 | Kulturbehörde | weitere Bilder |  |
| Zeidlerstraße 39 Rückseite des Gebäudes bei Spielplatz (Lage)                                                  | Hans-Joachim Frielinghaus                | Knabe mit Flugzeug Bronzeplastik eines stehenden Jungen mit einem Modellflugzeug in der ausgestreckten Hand. Ankauf vermutlich durch Wohnungsbaugenossenschaft Süderelbe im Rahmen von „Kunst am Bau“.                                                                                      | 1983 | Zabel         | weitere Bilder |  |
| Zeidlerstraße 50 Wiili-Kraft-Schule, Pausenhalle, Bürozugang (Lage)                                            | Johannes Ufer                            | Meeresmotive KaB | 1953 | Kulturbehörde | Bild gesucht Die Wikipedia wünscht sich an dieser Stelle ein Bild vom Ort mit diesen Koordinaten 53.51062 9.99523 . Motiv: Zeidlerstraße 50 Falls du dabei helfen möchtest, erklärt die Anleitung , wie das geht. BW        |  |